# Иванцова, Ольга Ивановна
О́льга Ива́новна Иванцова (16 июля 1924, Великий Самбор, Черниговская губерния — 16 июня 2001, Кривой Рог, Днепропетровская область) — подпольщица Великой Отечественной войны, участница комсомольской антифашистской организации «Молодая гвардия».
Двоюродная сестра подпольщицы Нины Иванцовой.

## Биография
Родилась 16 июля 1924 года в селе Великий Самбор Конотопского района (ныне в Сумской области).
В 1930 году семья Иванцовых переехала в Краснодон. Здесь Ольга окончила 10 классов средней школы № 4 имени К. Е. Ворошилова. В 1938 году стала членом ВЛКСМ. В 1941 году райком комсомола направил её на работу старшей пионервожатой школы № 4 имени К. Е. Ворошилова.

### Во время войны
В 1942 году Ольга и её сестра Нина окончили курсы радистов и были оставлена для работы во вражеском тылу, откуда должны были информировать советское командование о расположениях баз, аэродромов, войск противника, выяснять действия оккупационных властей в городе Енакиево. Однако, связи с подпольем нарушились и сёстры вынуждены были вернуться в Краснодон. Там Ольга вступила в ряды подпольной организации «Молодая гвардия», где продолжала борьбу с фашистами в подполье. В начале января 1943 года, после первых арестов подпольщиков, Ольга с сестрой ушли из города. В феврале вместе с частями Красной армии вернулась в Краснодон.

### После войны
По возвращении в Краснодон стала комсомольским работником. Работая вторым секретарём райкома комсомола, проводила сбор средств на танковую колонну «Молодая гвардия» и авиаэскадрилью «Герои Краснодона», принимала активное участие в создании музея «Молодая гвардия» и сборе экспонатов для него. Была первым экскурсоводом музея.
В 1947 году была избрана депутатом Верховного Совета УССР 2-го созыва. В 1948 году вступила в ВКП(б). В 1954 году окончила Львовскую высшую торговую школу. Была на партийной работе в городе Кривой Рог Днепропетровской области, работала в сфере торговли.
Умерла 16 июня 2001 года в Кривом Роге, где и похоронена.

## Награды
- Орден Отечественной войны 2-й степени;
- Орден Красной Звезды;
- Медаль «Партизану Отечественной войны» 1-й степени.